# Judith Roitman

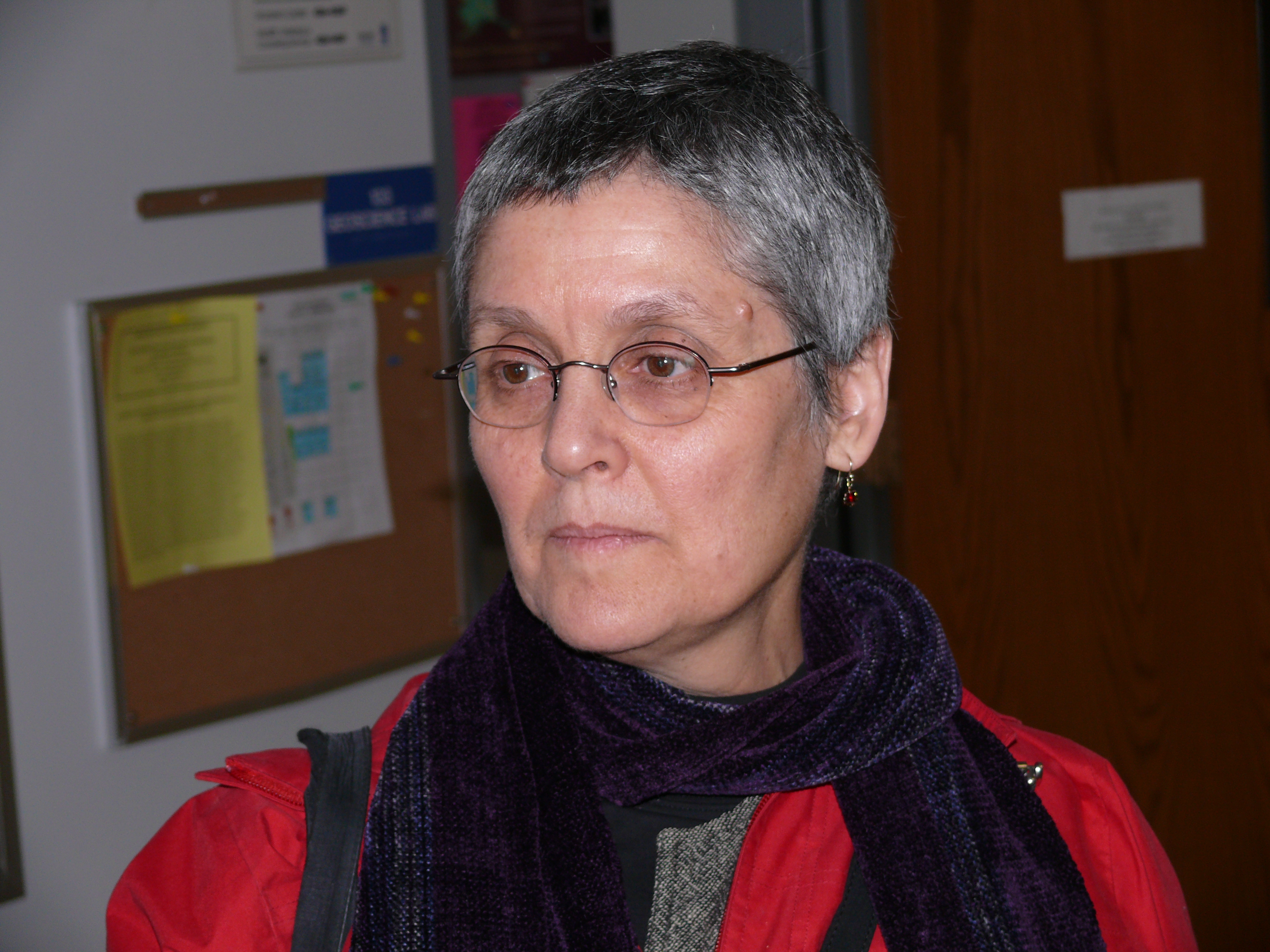
Prof.ª Judy Roitman durante a conferência Boise Extravanganza da Teoria dos Conjuntos (BEST 17), Boise, Idaho; março de 2008.

Judith "Judy" Roitman (nascida em 12 de novembro de 1945) é matemática, professora aposentada da Universidade de Kansas. Ela é especialista em teoria dos conjuntos, topologia, álgebras booleanas e educação matemática.

## Biografia
Roitman nasceu em 1945 na cidade de Nova York. Ela frequentou o Oberlin College, seguido pelo Sarah Lawrence College, graduando-se em 1966 em literatura inglesa. 